# Maria Przybyłko-Potocka

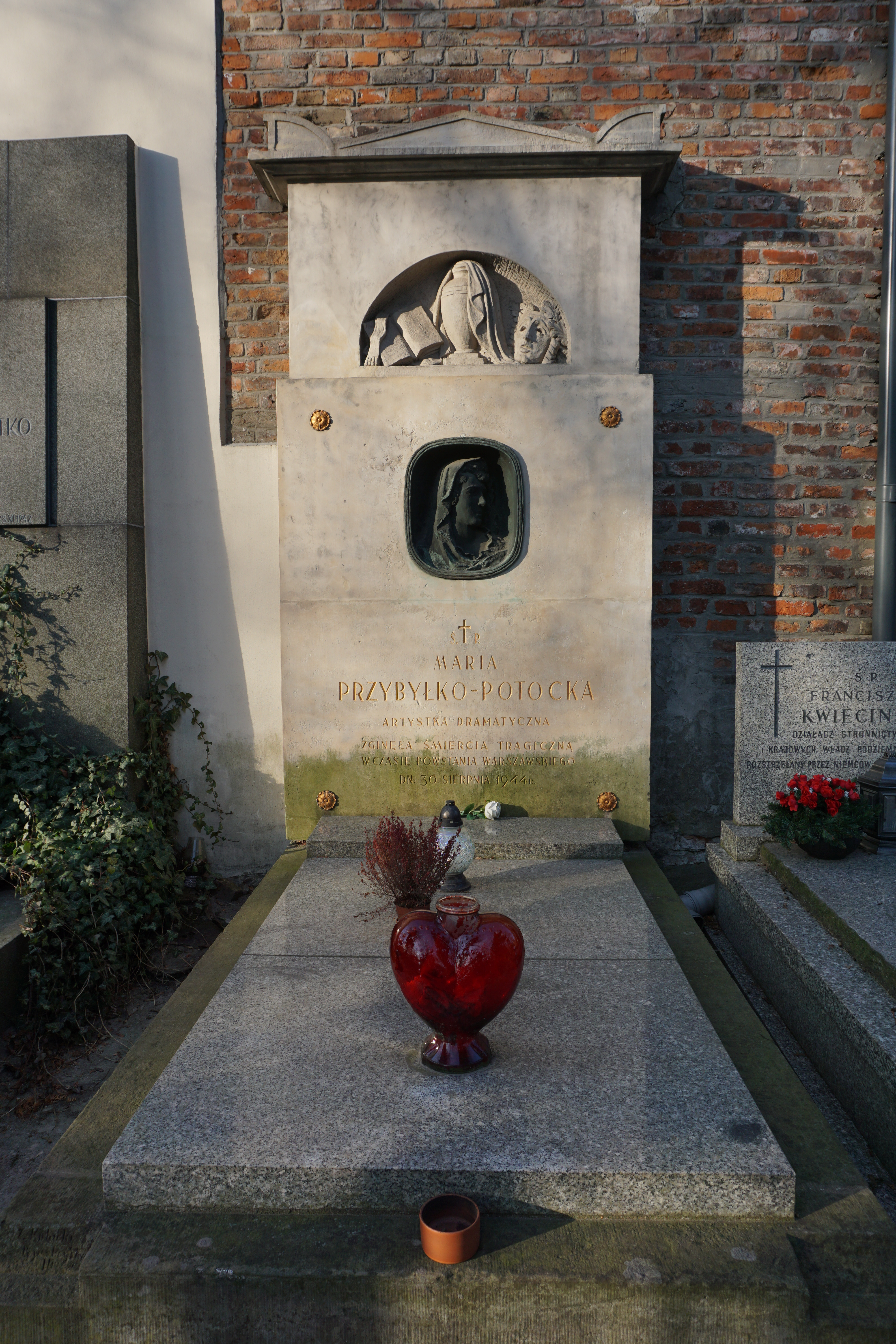
Grób Marii Przybyłko-Potockiej na cmentarzu Powązkowskim

Maria Henryka Przybyłko-Potocka (ur. 23 marca 1873 w Warszawie, zm. 30 sierpnia 1944 tamże) – polska aktorka, reżyser i dyrektor teatru.

## Życiorys
Córka Wincentego i Anieli z Kobyleckich. Sztuki aktorskiej uczył ją Jan Tatarkiewicz, a następnie przez rok pobierała naukę w Klasie Dykcji i Deklamacji przy Warszawskim Towarzystwie Muzycznym. Debiutowała w grudniu 1893 w Teatrze Polskim w Poznaniu. Od 1894 była zaangażowana w teatrze w Łodzi. Od jesieni 1897 przez pięć sezonów występowała w Krakowie. Od 1902 zamieszkała w Warszawie i zatrudniała się w teatrach rządowych, z których odeszła w 1906. Wtedy też wyjechała do Krakowa, ale przebywała tam tylko rok. Powróciła do Warszawy, w sezonie letnim występowała w Teatrze Letnim w Ogrodzie Saskim. Jesienią 1907 stworzyła własny zespół objazdowy, z którym podróżowała po większych miastach Królestwa Polskiego. Od 1908 zamieszkała na stałe w Warszawie, występowała na wielu scenach, ale były to najczęściej występy gościnne. Najczęściej grała w Teatrze Polskim w Warszawie, gdzie wystąpiła w ponad sześćdziesięciu rolach. Nie była zainteresowana stałym angażem, gdyż często tworzyła własne zespoły objazdowe i występowała na wielu scenach w kraju, a często i poza nim (m.in. Praga).
W czasie okupacji niemieckiej przeprowadziła się z ulicy Litewskiej (zaanektowanej w całości przez hitlerowców) na Mokotów. Znana jest historia, gdy podczas powstania warszawskiego oddała swoje kosztowności, aby powstańcy spieniężyli je i pozyskali w ten sposób środki na zakup broni. Wybuch powstania zastał ją w kamienicy u zbiegu al. Niepodległości i ul. Różanej. We wrześniu 1944 miała wystąpić w powstańczym przedstawieniu dramatu Warszawianka Stanisława Wyspiańskiego. 30 sierpnia 1944 – w następstwie pobliskiej eksplozji – została we własnym mieszkaniu przygnieciona drzwiami wyrwanymi z zawiasów. Obrażenia okazały się śmiertelne, po kilku godzinach zmarła w warszawskim szpitalu wojskowym. Pochowano ją w mogile powstańczej na podwórku przy ul. Odyńca (według innego źródła w parku Dreszera). Po wojnie jej zwłoki ekshumowano i 29 października 1946 złożono do grobu usytuowanego na cmentarzu Powązkowskim (aleja zasłużonych, rz. 1, gr. 23).
Słownik biograficzny teatru polskiego stawia Marię Przybyłko-Potocką w czołówce artystów teatralnych ówczesnej epoki. Z uwagi na przebytą chorobę strun głosowych nie mogła grać w dramatach klasycznych, ale świetnie odnajdowała się w rolach współczesnych, które ze względu na charakterystyczny tembr głosu przeszły do historii jako wybitne.
W 1900 poślubiła krytyka Antoniego Potockiego, jednak małżeństwo szybko okazało się nieudane. Od 1907, przez długie lata była związana z Arnoldem Szyfmanem (twórcą i dyrektorem Teatru Polskiego w Warszawie). Według niektórych źródeł aktorka i Szyfman byli małżeństwem. Jej wychowanicą była aktorka Melania Chrzanowska-Jastrzębska.

## Ordery i odznaczenia
- Krzyż Komandorski z Gwiazdą Orderu Odrodzenia Polski (pośmiertnie, 31 października 1946)[6]
- Krzyż Oficerski Orderu Odrodzenia Polski (10 listopada 1938)[7]
- Złoty Krzyż Zasługi (23 czerwca 1927)[8]
- Złoty Wawrzyn Akademicki (4 listopada 1937)[9]